# Joachim N’Dayen
Joachim N’Dayen (ur. 22 grudnia 1934 w Loko, zm. 13 czerwca 2023 w Paryżu) – duchowny rzymskokatolicki z Republiki Środkowoafrykańskiej, w latach 1970–2003 arcybiskup Bangi.

## Życiorys
Święcenia kapłańskie przyjął 22 lipca 1961. 5 września 1968 został prekonizowany arcybiskupem koadiutorem Bangi ze stolicą tytularną Culusi. Sakrę biskupią otrzymał 5 stycznia 1969. 16 września 1970 objął urząd arcybiskupa diecezjalnego. 26 lipca 2003 zrezygnował z urzędu.